# ヴァレンティン・コージン
ヴァレンティン・ヴァシリエヴィチ・コージン（ロシア語: Валентин Васильевич Кожин, ラテン文字転写: Valentin Vasilyevich Kozhin、1943年12月24日 レニングラード - 1992年11月1日 モンジュロン）はソビエト連邦出身のフランスの指揮者、オペラ演出家、作曲家。

## 概要
1943年に包囲下のレニングラードに生まれる。1961年にグリンカ記念レニングラード合唱学校を優秀な成績で卒業する。続いてレニングラード音楽院でコンスタンティン・オリホフに合唱指揮を学び1968年に卒業する。この間、1962年から1965年までペトロザヴォーツクで兵役に就いている。1968年から1972年にかけてレニングラード音楽院でセルゲイ・スロニムスキーのクラスで合唱指揮と作曲を学ぶ。1972年から1973年までレニングラード国立歌劇場（レニングラード・マールイ劇場、現在のミハイロフスキー劇場）で合唱指揮者を務めた。
1972年から1976年までモスクワ音楽院に籍を置きゲンナジー・ロジェストヴェンスキーにオペラ・交響楽指揮を学ぶ。1974年から1975年の間はモスクワ放送交響楽団でロジェストヴェンスキーのアシスタント指揮者を務め、1974年には病気のロジェストヴェンスキーの代理としてストックホルム・フィルハーモニー管弦楽団のアメリカ合衆国ツアーに帯同し成功を収めている。1975年から1977年までスヴェルドロフスク・フィルハーモニー交響楽団の首席指揮者として活動し、1976年、モスクワで開催された全ソ指揮者コンクールでヴァレリー・ゲルギエフと共に1位を獲得した。
1977年に古巣のレニングラード国立歌劇場の音楽監督・首席指揮者に就任し、ショスタコーヴィチ作曲の映画音楽『司祭とその下男バルダの物語』に基づくバレエの上演（1982年）など数々の功績を残した。しかし、1989年11月、レニングラード国立歌劇場のフランス公演の際、ソビエト連邦への帰国を拒否しフランスに留まった。
1990年から1992年にかけてフランス放送フィルハーモニー管弦楽団（サル・プレイエル）、フランス国立管弦楽団（シャンゼリゼ劇場）といったパリのオーケストラを指揮するとともに、リール、モンペリエ、リヨン、トゥールーズ、ストラスブールなどのフランスの地方都市、ミラノ、バーゼル、リエージュ、ブエノスアイレス、モンテビデオなどフランス国外でも指揮活動を続けた。1992年にコンセール・ラムルーの首席指揮者に就任し、新たな活躍が期待されたが同年11月1日、胃癌のため急逝した。
作曲家としては『声と管弦楽のための5つの歌』（1975年）などの作品を遺している。

## 主な録音
- ショスタコーヴィチ：『司祭とその下男バルダの物語』（1982年録音、メロディア）
- スロニムスキー：オペラ・バレエ『メアリー・スチュアート』（1983年録音、メロディア）

## 主な受賞
- ロシア・ソビエト連邦社会主義共和国功労芸術労働者（ロシア語版）（1983年授与）
- グリンカ記念ロシア・ソビエト連邦社会主義共和国国家賞（ロシア語版）（1983年授与：レニングラード国立歌劇場におけるセルゲイ・スロニムスキーのオペラ・バレエ『メアリー・スチュアート』の上演指揮に対して）